# Томаш Томяк
Томаш Томяк (пол. Tomasz Tomiak, 17 вересня 1967 — 21 серпня 2020) — польський академічний веслувальник.
Бронзовий призер Олімпійських Ігор 1992 року в складі розпашної четвірки зі стерновим.
Срібний призер Чемпіонату світу 1993 року в складі розпашної четвірки без стернового, бронзовий призер 1991 року в складі розпашної четвірки зі стерновим.